# アーラニヤカ
アーラニヤカは、古代インドのヴェーダ聖典に付随するシュルティ（天啓文学）の1つ。森林書と訳される。

## 概要
成立は主に紀元前600年ごろで、ブラーフマナに次いで編纂された。
そのためブラーフマナとウパニシャッドの中間的な内容で、哲学的な部分もある。しかし大部分は秘儀的な祭式、およびマントラの象徴的解釈で占められ、人里を避けた奥深い森の中で伝授されるべき秘法について述べており、呪術的な性格が強い。

## 種類
『アイタレーヤ・アーラニヤカ』、『シャーンカーヤナ・アーラニヤカ』、『タイッティリーヤ・アーラニヤカ』などがある。